# Mount Prospect
Mount Prospect – wieś położona 35 km od centrum Chicago w Stanach Zjednoczonych, w stanie Illinois, w hrabstwie Cook. W 2020 roku liczyło 56 852 mieszkańców.